# Pallacanestro agli Island Games 2011
Il torneo di pallacanestro agli Island Games 2011, si è svolto sull'Isola di Wight, nel 2011.

## Medagliere
| Posiz. | Nazione    | Oro | Argento | Bronzo | Totale |
| ------ | ---------- | --- | ------- | ------ | ------ |
| 1      | Bermuda    | 1   | 0       | 0      | 1      |
| 1      | Minorca    | 1   | 0       | 0      | 1      |
| 3      | Gibilterra | 0   | 1       | 0      | 1      |
| 3      | Saaremaa   | 0   | 1       | 0      | 1      |
| 5      | Guernsey   | 0   | 0       | 1      | 1      |
| 5      | Rodi       | 0   | 0       | 1      | 1      |
| Totale | Totale     | 2   | 2       | 2      | 6      |